# Andrij Bech
Andrij Bech (Oekraïens: Андрій Бех) (Odessa, 13 maart 1983) is een Oekraïense kunstschaatser.
Bech is actief in het paarrijden en zijn vaste sportpartner is Joelia Belohlazova en zij worden gecoacht door Dmytro Sjkidtsjenko. In het verleden schaatste hij onder andere met Kristina Rakovskaja. Belohlazova en Bech schaatsen samen sinds 2001.
| records             | punten | datum      | toernooi        |
| ------------------- | ------ | ---------- | --------------- |
| Hoogste totaalscore | 124.60 | 05-11-2004 | NHK Trophy 2004 |
| Hoogste korte kür   | 43.85  | 11-02-2006 | OS 2006         |
| Hoogste lange kür   | 82.54  | 05-11-2004 | NHK Trophy 2004 |

## Belangrijke resultaten
| Kampioenschap           | 2001 | 2002   | 2003  | 2004   | 2005   | 2006 | 2007 | 2008 |
| ----------------------- | ---- | ------ | ----- | ------ | ------ | ---- | ---- | ---- |
| Olympische Spelen       |      |        |       |        |        | 18e  |      |      |
| Wereldkampioenschap     |      |        |       |        |        | 19e  |      |      |
| Europees Kampioenschap  |      |        |       | 9e     | 9e     | 10e  |      |      |
| Nationaal Kampioenschap |      |        | Brons | Zilver | Zilver | Goud | Goud |      |
| WK junioren             |      | 8e     | 12e   | 7e     |        |      |      |      |
| NK junioren             | 4e   | Zilver |       |        |        |      |      |      |